# Can't Blame a Girl for Trying (canción)
«Can't Blame a Girl for Trying» es el sencillo debut de la cantante estadounidense Sabrina Carpenter. Lanzado por Hollywood Records el 14 de marzo de 2014, en iTunes y se estrenó un día antes exclusivamente en Radio Disney, fue grabada para su EP debut de 2014, como el sencillo principal y aparece en su primer álbum de estudio, Eyes Wide Open, lanzado un año después. La canción fue producida por Brian Malouf y escrita por Meghan Trainor, Al Anderson y Chris Gelbuda. Es una canción pop folk con influencias de música pop y habla líricamente de ser tonto en el amor y cometer errores, pero nunca culpa de hacerlos. La canción ganó en los Radio Disney Music Awards en la categoría "Best Crush Song" en 2015.

## Composición
La canción es sobre una chica que comete errores en las relaciones, pero se da cuenta de que ella no se puede culpar por tratar de dar lo mejor posible.
La canción fue compuesta para el EP Can't Blame a Girl for Trying (2014) y aparece en su álbum debut  Eyes Wide Open (2015).

## Promoción
Fue lanzado por primera vez en Radio Disney, Ella interpretó la canción en el  Pre-Show Party de los Radio Disney Music Adwards 2014, además en diferentes presentaciones.

## Video musical
El video musical fue lanzado el 28 de marzo de 2014, y en Disney Channel. 
la historia del vídeo muestra un día de Sabrina en su casa. Desde que ella se despierta, comete un montón de errores, dándose cuenta de que ella no es perfecta e inicia intentando cosas nuevas, a pesar de que no le salen bien, ella se esfuerza mucho y disfruta tal y como ella es, incluso si ella no es perfecta, intercala escenas de ella tocando la guitarra y el ukelele, y escenas de ella con distintos accesorios incluyendo una piña.

## Premios y nominaciones

### Premios y nominaciones
| Año  | Premios                   | Trabajo                       | Categoría             | Artista           | Resultado |
| ---- | ------------------------- | ----------------------------- | --------------------- | ----------------- | --------- |
| 2015 | Radio Disney Music Awards | Can't Blame a Girl for Trying | Mejor Canción de Amor | Sabrina Carpenter | Ganadora  |